# Gambus Laut
Gambus Laut is een bestuurslaag in het regentschap Batu Bara van de provincie Noord-Sumatra, Indonesië. Gambus Laut telt 4678 inwoners (volkstelling 2010).